# Trois Chambres à Manhattan
Pour les articles homonymes, voir Trois chambres à Manhattan (homonymie).
Trois Chambres à Manhattan est un roman de Georges Simenon, paru en 1946.
Simenon achève l'écriture de ce roman à Sainte-Marguerite-du-Lac-Masson (Québec), au Canada, le 26 janvier 1946.

## Résumé
François Combe, acteur naguère célèbre en France, vit depuis six mois à New York, où il est venu chercher un second souffle et surtout étouffer le scandale provoqué par une liaison de sa femme, qui l'a quitté pour un homme très jeune. 
Fuyant sa solitude, il rencontre Kay, au milieu de la nuit, dans un bar. Ils lient connaissance : Kay apprend à François qu'elle n'a plus d'endroit où loger. François se sent pris d'attirance pour elle, il cherche à l'aider. Dans une chambre d'hôtel, ils font l'amour en essayant d'oublier tout ce qui les entoure et les déboires de leur propre existence. Le lendemain, ils restent ensemble, vivant et errant en noctambules à travers les rues de New York. Franck commence à être jaloux du passé de Kay, et en particulier des hommes qu'elle a connus. Il apprend ainsi que Kay a été mariée à un ambassadeur, le comte Larski, qu'elle a quitté, ainsi que sa fille, pour aller vivre avec un gigolo.
Le troisième jour de leur rencontre, Franck conduit Kay dans sa propre chambre. Là, il lui apprend à son tour qu'il a été célèbre à Paris et qu'il a tout quitté pour venir à New York où il mène une existence solitaire et relativement misérable. Kay, qui l'aime sincèrement, essaie de le rendre heureux, mais Franck doute autant d'elle que de lui-même ; il craint sans cesse de la perdre. Un jour, il lui fait une scène terrible, la questionne odieusement sur son passé, et va même jusqu'à la frapper. 
Le couple se rend encore dans une troisième chambre : celle occupée par Kay avant qu'elle ne connaisse François. Elle la partageait avec une amie mariée qui avait un amant. Le mari, prévenu, avait emmené sa femme et pris les clefs, et Kay s'était retrouvée à la rue. C'est maintenant que Franck va enfin comprendre à quel point il avait mal jugé Kay. Une semaine plus tard, celle-ci est appelée d'urgence à Mexico, où sa fille est gravement malade. Quand elle revient, Franck a eu la révélation de la profondeur de son amour ; n'ayant pu l'attendre, il l'a trompée avec une amie de passage, qui n'était pour lui qu'une autre figure de Kay absente. Kay lui pardonne et une nouvelle vie peut commencer pour eux.

## Aspects particuliers du roman
Importance de l'analyse psychologique, soutenue par le peu d'action que comporte le récit. Importance de l'errance urbaine, qui constitue en fait la trame du roman.

## Fiche signalétique de l'ouvrage

### Cadre spatio-temporel
Manhattan (New-York), Mexico. Époque contemporaine.

### Personnages
- François Combe, dit Franck, acteur de théâtre, provisoirement sans emploi, marié, séparé de sa femme, également actrice, 48 ans
- Kathleen Miller, dite Kay, Autrichienne, divorcée, une fille, 32 ans

## Éditions
- Édition originale : Presses de la Cité, 1946
- Le Livre de demain, Paris, Librairie Arthème Fayard, 1954
- Livre de Poche, n° 14277, 1997  (ISBN 978-2-253-14277-5)
- Tout Simenon, tome 1, Omnibus, 2002  (ISBN 978-2-258-06042-5)
- Romans durs, tome 6, Omnibus, 2012  (ISBN 978-2-258-09360-7)
- Romans durs, tome 6, Omnibus, 2023  (ISBN 978-2-258-20263-4)

## Adaptations

### Au cinéma
- 1965 : Trois chambres à Manhattan, film français réalisé par Marcel Carné, d'après le roman éponyme de Simenon, avec Annie Girardot, Maurice Ronet et Roland Lesaffre

### À l'opéra
- 2003 : Trois Chambres à Manhattan, opéra de Claude Lombard. Adaptation et musique de Claude Lombard. Mise en scène de Jean-Luc Tardieu. Avec Nicole Croisille, Patrick Rocca, Charlotte Marin et Gilbert Pascal. Première représentation au Petit Théâtre de l'Opéra Royal de Wallonie le 14 février 2003.

## Source
- Maurice Piron, Michel Lemoine, L'Univers de Simenon, guide des romans et nouvelles (1931-1972) de Georges Simenon, Presses de la Cité, 1983, p. 126-127  (ISBN 978-2-258-01152-6)